# 品田公明
品田 公明（しなだ きみあき、1958年4月26日 - ）は、元NHKのアナウンサー。TBSテレビ報道局社会部記者で元アナウンサーの品田亮太は息子。

## 人物
北海道室蘭市出身。北海道室蘭栄高等学校、明治学院大学卒業後の1981年に、アナウンサーとしてNHKに入局。初任地は地元・北海道の函館放送局で、その後も主に道内の放送局へ勤務。高知放送局への在籍中には、一時アナウンス業務を離れて、放送部長や副局長を務めていた。大阪放送局のエグゼクティブ・アナウンサー職を最後にアナウンス業務を離れた。

## 過去の担当番組
- FMリクエストアワー （大分局）1986年頃
- 北海道中ひざくりげ旅人　（釧路・札幌局）
- NHKアナウンサーのはなす きく よむ
- 趣味の園芸（語り）
- すてきにハンドメイド
- ラジオ深夜便（制作）
- NHKネットワークニュース（札幌発）
- ほっからんど212（編責・キャスター 1997年4月-6月）
- さわやかインタビュー「あたってくだけろ何事も」元横綱・琴櫻　（1998年2月22日）
- 鳥取発ラジオ深夜便　(1999年9月24日）
- てれごじ。KOCHI（編集責任）
- かんさい土曜ほっとタイム（制作）
- こころの時代～宗教・人生～（聞き手）
- 定時ニュース（主に日曜夜間）

## 同期のアナウンサー
- 秋山浩志（東京アナウンス室アナウンサー）
- 井筒屋勝己（制作局福祉番組チーフディレクター）
- 沖谷昇（富山局長）
- 島田政男（仙台局アナウンサー）
- 清水紀雄（NHK放送研修センター・日本語センター）
- 杉浦圭子（広島局アナウンサー）
- 谷口聡（ラジオセンター『ラジオあさいちばん』ディレクター）
- 中村幸子（旧姓:岩本、民放のテレビリポーター→熊本県で地域活動）
- 西村晃（テレビ東京解説委員→経済評論家）
- 畠山智之（東京アナウンス室アナウンサー、東日本大震災関連担当）
- 堀尾正明（現・フリー。息子出演のTBSテレビ『Nスタ』の元アンカー）
- 宮本聖二（知財展開センター副部長）
- 山田重光（鹿児島局アナウンサー）